# 宮澤佐江
宮澤 佐江（みやざわ さえ、1990年〈平成2年〉8月13日 - ）は、日本の女優、タレント。女性アイドルグループSNH48およびAKB48、SKE48の元メンバーである。
東京都出身。ホリプロ所属。

## 来歴
2006年
- 『AKB48 オープニングメンバーオーディション』に応募したが締切に間に合わず、2月26日、『第二期AKB48追加メンバーオーディション』で合格。旧チームKの一員となった[2]。
- 4月1日、AKB48劇場でのチームK初日公演において、公演デビュー。
- 10月25日発売のメジャーデビューシングル「会いたかった」で初めて選抜メンバーになる。

2007年
- 6月27日、秋元才加・中西里菜とAKB48初の派生ユニット『Chocolove from AKB48』を結成し、「明日は明日の君が生まれる」でデビュー（2008年以降は活動休止状態）。
- 8月25日公開の『伝染歌』にCちゃん役で映画初出演。
- 12月31日、AKB48として『第58回NHK紅白歌合戦』に初出場。

2008年
- 1月8日 - 3月25日、『正しい王子のつくり方』（テレビ東京）に城戸小春役でドラマ初出演。

2009年
- 6月から7月にかけて実施された『AKB48 13thシングル選抜総選挙「神様に誓ってガチです」』では14位となり、シングル選抜メンバーに選ばれる[3]。
- 8月21日、ファースト写真集『彼女』を発売。撮影は日本のアイドルとしては史上初となるカンボジアで実施された[4]。
- 10月23日、ファーストDVD『彼女』を発売。2009年間女性アイドルDVD売り上げ1位を記録[5]。
- 10月30日 - 11月8日、AKB歌劇団『∞・Infinity』で主演・村雨ルカ役（秋元才加とのダブルキャスト。）で舞台に初出演。

2010年
- 3月23日、アメーバブログで同じoffice48所属のAKB48メンバー6名と共に公式ブログ『1LDK6人暮らし』をスタート。
- 5月から6月にかけて実施された『AKB48 17thシングル選抜総選挙「母さんに誓って、ガチです」』では9位で初のTOP10入りとなり、メディア選抜に選ばれる[6][7]。
- 10月7日、文化放送で『AKB48秋元才加・宮澤佐江のうっかりチャンネル』が放送開始。

2011年
- 1月20日 - 2月18日、AKB48ミュージアム香港で『宮澤佐江写真展』開催[8]。
- 2月27日、AKB48研究生公演にゲスト出演し、同じoffice48所属の秋元才加・梅田彩佳・増田有華と4人で新たな派生ユニット『DiVA』を結成し、avex traxからデビューすることを発表[9]。
- 4月1日公開の映画『高校デビュー』に高橋真巳役で出演。
- 4月11日、電子写真集『GIRL MEETS BOY』を発売。
- 4月24日放送の『AKB48ネ申テレビ』（ファミリー劇場）企画でプロボウラーテストを受験するも不合格となった。
- 5月18日、DiVAとして「月の裏側」でデビュー[注 1]。
- 5月から6月にかけて実施された『AKB48 22ndシングル選抜総選挙「今年もガチです」』では11位となり、メディア選抜に選ばれる[10][11]。
- 6月20日、アメーバブログで「宮澤佐江オフィシャルブログ『おやすみなさえ』」をスタート。
- 10月6日、文化放送で『ViVADiVA!』が放送開始。

2012年
- 1月7日、競馬バラエティ番組『なまうま』（フジテレビ）のMCに起用され、初の単独レギュラー番組に出演[12][注 2]。
- 1月17日、ボウリングのイメージアップに貢献したことが評価され『第19回 ボウリング・マスメディア大賞』グランプリを受賞[13][14]。
- 5月から6月にかけて実施された『AKB48 27thシングル 選抜総選挙』では11位となり、選抜メンバーに選ばれる[15][16]。
- 8月24日、『AKB48 in TOKYO DOME〜1830mの夢〜』初日公演において、SNH48へ移籍することが発表された[17]。
- 11月1日、SNH48に移籍。

2013年
- 1月12日、中国・上海市でSNH48のお披露目公演「Give Me Power!」が開催されたが、鈴木まりやとともに中国で芸能活動をするためのビザが発行されずに参加できなかった。
- 1月27日、『リクエストアワーセットリストベスト100 2013』において、自身がユニットセンターを務める「奇跡は間に合わない」が当時劇場公演曲最高順位となる2位を獲得した[18][19]。
- 4月28日、『AKB48グループ臨時総会 〜白黒つけようじゃないか!〜』最終日の夜公演において、AKB48チームKを兼任することが発表され[20]、同日付をもって兼任が開始された[注 3]。
- 5月から6月にかけて実施された『AKB48 32ndシングル 選抜総選挙』では10位となり、選抜メンバーに選ばれる[21]。また、開票イベント時のスピーチでSNH48に専念すると宣言した[22]。
- 6月24日、AKB48を卒業と同時にチームKとの兼任を解除[23]。
- 10月11日、上海のSNH48劇場において行われた「最終ベルが鳴る」公演において、SNH48メンバーとして初出演[24]。
- 11月11日、SNH48の新チームが結成され、チームSIIへ配属された。

2014年
- 1月8日 - 3月31日、地球ゴージャスプロデュース公演 Vol.13『クザリアーナの翼』にコルリ役で出演。
- 2月24日、『AKB48グループ大組閣祭り』において、SKE48チームS兼任と同チームのリーダー就任が発表された[25]。
- 4月4日、さいたまスーパーアリーナで行われた「AKB48グループ春コンinさいたまスーパーアリーナ〜思い出は全部ここに捨てていけ！〜」SKE48単独コンサートにおいて、SKE48メンバーとして初出演。中西優香からチームSリーダーの引き継ぎを行った[26]。
- 4月25日、大組閣後の新体制での「制服の芽」公演初日において、SKE48劇場公演に初出演[27]。
- 5月から6月にかけて実施された『AKB48 37thシングル 選抜総選挙』では12位となり、選抜メンバーに選ばれる[28]。
- 9月11日 - 16日、ミュージカル『AKB49〜恋愛禁止条例〜』で主演・浦川みのり / 浦山実役として出演し、座長を務めた。

2015年
- 3月29日、「地球ゴージャス20th Anniversary GALA CONCERT」に出演。
- 5月から6月にかけて実施された『AKB48 41stシングル 選抜総選挙』では自己最高位である8位となり、選抜メンバーに選ばれる[29][30]。
- 10月5日、劇場デビュー7周年記念特別公演において、SKE48内のユニット「トランジットガールズ」のメンバーに選ばれる[31]。
- 12月16日、『2015 FNS歌謡祭』（フジテレビ）でAKB48グループからの卒業を発表[32]。

2016年
- 1月24日、『AKBグループ リクエストアワーセットリストベスト100 2016』において、自身がユニットセンターを務める「奇跡は間に合わない」が劇場公演曲最高順位となる1位を獲得した[33]。
- 3月3日 - 4日、日本ガイシホールにおいて卒業コンサート前夜祭および卒業コンサート『みんな、泣くんじゃねえぞ。宮澤佐江卒業コンサートin 日本ガイシホール』を開催[34]。
- 3月16日、SNH48劇場において卒業公演を実施。SNH48を卒業[35]。
- 3月31日、SKE48劇場において卒業公演を実施。SKE48を卒業[34][36]。
- 4月1日、AKB48劇場において『チームK 2期生10周年記念特別公演』を実施。本公演をもってAKB48グループを卒業[37]。
- 4月9日、東京ゲームオーケストラのコンサート「KEY OF LIFE〜神曲たちの饗宴」にコンサートナビゲータとして出演。
- 8月5日 - 27日、帝国劇場で「ミュージカル『王家の紋章』」にキャロル・リード役として新妻聖子とWキャストで出演。

2017年
- 6月10日、フットボールブランド「sfida」のイメージガールに就任[38]。
- 6月10日、「ハーベイ・ボール・ワールド・スマイル財団」のスマイル名誉大使に就任[39]。
- 7月24日 - 8月13日、ブロードウェイミュージカル『ピーター・パン』にタイガー・リリー役として出演。
- 9月29日 - 10月8日、舞台『TOKYO TRIBE』にスンミ役として出演。
- 11月27日 - 12月13日、帝国劇場でユーミン×帝劇vol.3『朝陽の中で微笑んで」に出演。

2018年
- 4月8日 - 7月15日、地球ゴージャスプロデュース公演 Vol.15『ZEROTOPIA』に出演。
- 7月31日をもって所属するフレイヴ エンターテインメントとの契約を終了、芸能活動を一時休止することを5月24日に発表した[40][41]。
- 7月29日、最後のファンクラブイベント終了後、自身のTwitter上でTwitterの更新を終了することを発表した[42][43]。
- 8月より活動を休止[44]。

2019年
- 3月7日に自身のInstagramで7月21日より上演されるミュージカル『ピーターパン』にて芸能活動を再開することを発表した[45]。
- 7月より、ホリプロに所属[44]。

## 人物
- 愛称は、さえちゃん[46]。
- 父は『ママとあそぼう!ピンポンパン』に第3代お兄さんとして出演していた宮澤芳春。
- 兄が2人いる末っ子長女。
- アイドルではアイドリング!!!のファン。特に外岡えりかとは仲が良く、雑誌『スコラ』（2010年1月号）では対談を果たしている。その逆に、三宅ひとみは宮澤のファンで、AKBアイドリング!!!での共演をきっかけにメル友になったほか、菊地亜美とも仲が良い。憧れの女優は井上真央[47]、平山あや[48]。
- 趣味はボウリング、綿棒で耳をいじくること[49]。

### AKB48・SKE48・SNH48
- グループ在籍時のキャッチコピーは、「チームKの元気のみなもと」「ゲンキング（Genki+現在進行形ing）」「陽気・無邪気・元気」。
- メンバーからは後輩も含め「佐江ちゃん」と呼ばれている。そのほかの愛称は、主に「さえたむ」「さえぽ」。柏木由紀や倉持明日香などからは「ぽっちゃん[50]」や「ぽっくん。[51]」と呼ばれている。
- 第1回オーディションにおいて不合格、第2回でも一旦、戸賀崎智信により書類審査で落とされる寸前であったが、戸賀崎が再考したことにより書類審査を通過、合格した[52]。
- 選抜常連メンバーの一人であり、じゃんけん選抜を除く加入以後、1stシングル「会いたかった」から27thシングル「ギンガムチェック」まで全シングルで選抜入り、「AKB48選抜総選挙」では参加した第1回から第7回まで全て選抜メンバーにランクインしていた。SNH48専任時は総選挙シングル以外のAKB48シングルへの参加がなかったが、大組閣を経てSKE48兼任となってからは選抜常連メンバーへ返り咲く。43rdシングル「君はメロディー」が現役最後のシングル選抜入りとなった。
- 秋元才加とはチームK創設時からの同期であり、AKB48グループにいたときは所属事務所も同じだった。メンバー内でも身長が高い二人を合わせて、チームKの「ツインタワー」という愛称で呼ばれ、「Chocolove from AKB48」での活動や『正しい王子のつくり方』での共演、派生ユニット「DiVA」など、秋元と行動を共にすることが多かった。『AKB48ネ申テレビ』では秋元のことを「永遠の相方」とも語っている[53]。また、同じく同期である大島優子を含めて、お互いに『心友』と呼び合う仲であり、プライベートでも親交が深い。大島とは地方での仕事の際に、宿泊するホテルで同室であることが多かった[54][55]。グループ卒業後には、秋元・大島と「SyS」というスキューバーダイビング同好会を結成した[56]。
- 柏木由紀とは舞台『AKB歌劇団』での共演がきっかけで仲良くなり、「さえゆき」コンビと呼んで会話をしなくてもお互いの気持ちを察知できてしまうくらい、信頼感のある関係であると評している[57]。カップルのように振舞っているために周りのメンバー（主に指原莉乃、峯岸みなみ）からネタにされていた。
- 憧れのメンバーは篠田麻里子[58]、推しメンは多田愛佳[59]と北川綾巴[60]。
- AKB48の同期である佐藤夏希とボーカルグループ「Love」のMISAKIとは、高校の同級生[61]。
- 北原里英、横山由依と一時期かなり一緒にいたことから非常に親しくなり、3人はこの組み合わせをサンモンと呼んでいる。
- 映画『高校デビュー』公式モバイルサイト（レコチョク）で、恋愛メールを宮澤が添削する企画[62]や、「宮澤佐江モテメール指南塾」という企画が設定された[63]。
- AKB48の初代「イケメンガール」として親しまれ、男役として挑んだ『AKB歌劇団」での村雨ルカ役、『マジすか学園』シリーズでの学ラン役でそのイメージを定着させた。メンバーからは「イケメン」、「男」などと呼ばれる[64]ことが多々あった。特に『AKBINGO!』（日本テレビ系）のコーナー企画である「DANSO甲子園」や「妄想ドラマフェスティバル」では度々男装姿を披露しており、「キングオブ男装」としてメンバーから高い評価と人気を誇っていた[65][66]。
- SNH48移籍を機に上海語を習得。また、SNH48ではダンスの指導も行っていた[67]。

### 休業と復帰
- 2016年のグループ卒業後の女優活動に悩んでいたため休業を決める[44]。
- 充電期間中はペン習字の通信講座を受けた[44]。
- 兄と岸谷五朗の言葉で復帰を決めた[44]。

## SNH48・SKE48・AKB48在籍時の参加楽曲

### シングルCD選抜楽曲
SKE48名義
- 不器用太陽
  - 放課後レース - 「Team S」名義
- 12月のカンガルー
  - 消せない炎 - 「Team S」名義
  - I love AICHI - 「愛知トヨタ選抜」名義
- コケティッシュ渋滞中
  - DIRTY - 「Team S」名義
  - 僕は知っている - 「DOCUMENTARY of SKE48」名義
- 前のめり
  - 素敵な罪悪感 - 「Team S」名義
- 「チキンLINE」に収録
  - 旅の途中 - 「宮澤佐江と仲間たち」名義

AKB48名義
- 会いたかった
- 制服が邪魔をする
  - Virgin love - 「チームK」名義
- 軽蔑していた愛情
- BINGO!
- 僕の太陽
  - 未来の果実
- 夕陽を見ているか?
  - ビバ! ハリケーン - 「ひまわり組」名義
  - 夕陽を見ているか?（ひまわり2.1Mix）
- ロマンス、イラネ
  - 愛の毛布 - 「ひまわり組」名義
  - ロマンス、イラネ（ひまわり 2nd 2.1Mix）
- 桜の花びらたち2008
  - 最後の制服
- Baby! Baby! Baby!
  - 夢を死なせるわけにいかない
- 大声ダイヤモンド
  - 大声ダイヤモンド (チームK ver.) - 「チームK」名義
- 10年桜
  - 桜色の空の下で
- 涙サプライズ!
- 言い訳Maybe
- RIVER
- 桜の栞
  - 遠距離ポスター - 「チームPB」名義
- ポニーテールとシュシュ
  - マジジョテッペンブルース
- ヘビーローテーション
  - ラッキーセブン
  - 野菜シスターズ - 「野菜シスターズ」名義
- Beginner
- 「チャンスの順番」に収録
  - 予約したクリスマス
  - ALIVE - 「チームK」名義
- 桜の木になろう
- Everyday、カチューシャ
  - これからwonderland
  - ヤンキーソウル
- フライングゲット
  - 青春と気づかないまま
  - 野菜占い - 「野菜シスターズ2011」名義
- 風は吹いている
- 「上からマリコ」に収録
  - ノエルの夜
  - ゼロサム太陽 - 「チームK」名義
- GIVE ME FIVE!
  - 羊飼いの旅 - 「スペシャルガールズB」名義
- 真夏のSounds good !
  - 君のために僕は…
- ギンガムチェック
- 「永遠プレッシャー」に収録
  - 私たちのReason
- さよならクロール
- 恋するフォーチュンクッキー
  - 最後のドア
  - 涙のせいじゃない
- 「ラブラドール・レトリバー」に収録
  - 今日までのメロディー
- 心のプラカード
- 希望的リフレイン
- 「Green Flash」に収録
  - 世界が泣いてるなら - 「SKE48」名義
- 僕たちは戦わない
  - Summer side - 「セレクション16」名義
- ハロウィン・ナイト
- 唇にBe My Baby
  - 背中言葉
- 君はメロディー

AKB48 チームサプライズ名義
重力シンパシー公演
- 重力シンパシー
- 涙に沈む太陽
- 素敵な三角関係
- 旅立ちのとき
- AKBフェスティバル
- キミが思ってるより…
- 女神はどこで微笑む?

### アルバムCD選抜楽曲
SNH48名義
- 『一心向前』に収録
  - 遙遠的彼岸（So long !） - 「チームSII」名義
  - 櫻花書籤（桜の栞） - 「チームSII」名義
  - 劇場女神（シアターの女神） - 「チームSII」名義

AKB48名義
- 『神曲たち』に収録
  - Baby! Baby! Baby! Baby!
  - 君と虹と太陽と
- 『ここにいたこと』に収録
  - 少女たちよ
  - 僕にできること - 「チームK」名義
  - イイカゲンのススメ
  - ここにいたこと- 「AKB48+SKE48+SDN48+NMB48」名義
- 『1830m』に収録
  - 家出の夜 - 「チームK」名義
  - 青空よ 寂しくないか? - 「AKB48+SKE48+NMB48+HKT48」名義
- 『次の足跡』に収録
  - After rain
  - 強さと弱さの間で
- 『ここがロドスだ、ここで跳べ!』に収録
  - 愛の存在
  - 生き続ける

### その他の参加楽曲
- シングルCD「Mine」（「河西智美」名義）
  - Enjoy your life !
- シングルCD「コップの中の木漏れ日」（「ラブ・クレッシェンド」名義）
  - お楽しみは明日から - 「愛知トヨタ選抜」名義
  - だって 雨じゃない? - 「トランジットガールズ」名義

### 未音源化楽曲
ぱちスロAKB48 勝利の女神
- ヘビーローテーション
- AKBフェスティバル

ぱちんこAKB48-3 誇りの丘
- 誇りの丘

### 劇場公演ユニット曲
SNH48名義
 チームSII 1st Stage「最終ベルが鳴る」公演
- 对不起我的宝贝（ごめんね ジュエル）

SKE48名義
 チームS 5th Stage「制服の芽」公演
- 万華鏡
- 女の子の第六感※
※松井珠理奈のユニットアンダー

AKB48名義
 チームK 1st Stage「PARTYが始まるよ」公演
- スカート、ひらり
- 星の温度

 チームK 2nd Stage「青春ガールズ」公演
- Blue rose
- ふしだらな夏

 チームK 3rd Stage「脳内パラダイス」公演
- 君はペガサス

 ひまわり組 1st Stage「僕の太陽」公演
- 愛しさのdefense

 ひまわり組 2nd Stage「夢を死なせるわけにいかない」公演
- 初めてのジェリービーンズ

 チームK 4th Stage「最終ベルが鳴る」公演
- ごめんねジュエル
- リターンマッチ※
※成瀬理沙のユニットアンダー
- 16人姉妹の歌※
※小林香菜のユニットアンダー

 チームK 5th Stage「逆上がり」公演
- 愛の色
- エンドロール※
※梅田彩佳のユニットアンダー

 THEATRE G-ROSSO「夢を死なせるわけにいかない」公演
- 初めてのジェリービーンズ
※藤江れいな・高城亜樹・仲谷明香・鈴木まりやのスタンバイ

 チームK 6th Stage「RESET」公演
- 奇跡は間に合わない
※ユニットセンター

## 作品

### 映像作品
- 宮澤佐江ファーストDVD『彼女』（2009年10月23日、アドバンスエージェンシー）

### ディスコグラフィー

#### 参加作品
- アルスマグナ「気分上々↑↑ feat. SAE TOKIMIYA」（2016年11月2日） - 朱鷺宮佐江として参加[68]

## 出演

### テレビドラマ
- 正しい王子のつくり方（2008年1月8日 - 3月25日、テレビ東京） - 城戸小春 役
- 恋空（2008年8月2日 - 9月13日、TBS） - マナミ 役[69]
- 鉄道むすめ〜Girls be ambitious〜 第5話・第6話（2008年11月7日・14日、テレビ神奈川・京都放送・サンテレビ他） - 大月みーな 役
- 愛の劇場 ラブレター 第10話 - 第35話（2008年12月5日 - 2009年1月16日、TBS） - 野々村千絵（中高生時代） 役[70]
- マジすか学園（2010年1月15日 - 3月26日、テレビ東京） - 学ラン 役
- あり得ない! 第5話（2010年2月10日、毎日放送） - 高野アヤ 役
- 桜からの手紙 〜AKB48 それぞれの卒業物語〜（2010年2月26日 - 3月6日、日本テレビ） - 宮澤佐江 役
- マジすか学園2（2011年4月15日 - 7月1日、テレビ東京） - 学ラン（洋ラン） 役
- カウンターのふたり シーズン2 #11「真夜中の果実」（2013年1月11日、TwellV） - 三好亜紀 役[71]
- でたらめヒーロー 第6話（2013年5月9日、読売テレビ） - 星野萌絵 役[72]
- 探訪 巨大ターミナル（2013年9月28日、NHK BSプレミアム） ※VTRドキュメント+ドラマ - 本人 役
- 金曜ロードSHOW! 特別ドラマ「Dr.ナースエイド」（2014年11月7日、日本テレビ） - 平野優 役
- おっさんずラブ（2016年12月31日、テレビ朝日） - 湊あすか 役[73]
- 西村京太郎トラベルミステリー71（2020年1月5日、テレビ朝日）- 細野真美子 役
- 池上彰の人類VS新型コロナ「最前線で闘う医師 コロナからの生還～あの時、何が起きていたのか～」（2020年7月5日、テレビ東京）- 岡本真奈 役
- アンサング・シンデレラ 病院薬剤師の処方箋 第10話（2020年9月17日、フジテレビ） - 丸岡彩乃 役[74]
- 緊急取調室 4th SEASON 第1話（2021年7月8日、テレビ朝日） - 桜井美智 役
- ウルトラマンデッカー（2022年7月9日 - 2023年1月21日、テレビ東京） - カイザキサワ 役[75][76]
- 飴色パラドックス（2022年12月16日 - 2023年2月10日、MBS毎日放送 他） - カオリ 役[77]
- マクラコトバ 第7話「友達な2人」・第8話「夫婦な2人」（2023年3月26日 - 3月27日、CBCテレビ） - 西川まい子 役[78]
- 紫式部のスマホ（2024年9月9日 - 9月19日、NHK総合） - 宣旨の君 役[79]
- 40までにしたい10のこと（2025年8月2日 -、テレビ東京） - 田中真央 役[80]

#### 配信ドラマ
- LISMOドラマ!「高校デビュー 〜デビュー直前集中講座〜」（2011年3月4日配信開始、全5話、LISMO Video Store） - 高橋真巳 役[81]
- ドラマJoker 東野圭吾ドラマシリーズ"笑"「あるジーサンに線香を」（2012年9月1日配信開始、J:COMオンデマンド・ビデオパス） - ヒロイン・井上千春 役[82]
- GUTS-SELECT交流記 〜帰ってきた特務3課〜（2022年10月1日 - 2023年2月4日、全5話、TSUBURAYA IMAGINATION） - カイザキサワ 役[83]

### 映画
- 伝染歌（2007年8月25日、松竹） - Cちゃん 役
- スリーデイボーイズ（2009年7月4日、サムライプロモーション）[84]
- 高校デビュー（2011年4月1日、アスミック・エースエンタテインメント） - 高橋真巳 役[85]
- ウルトラマンサーガ（2012年3月24日、松竹） - サワ 役[86]
- AKB ShortShortsプロジェクト『9つの窓』「回想電車」（2016年2月6日、キャンター） - 主演・恵比寿ハルミ 役[87]
- ウルトラマンデッカー最終章 旅立ちの彼方へ…（2023年2月23日、バンダイナムコアーツ・円谷プロダクション） - カイザキサワ 役[88]
- 犬、回転して、逃げる（2023年3月17日公開、アイエス・フィールド） - 眉村ゆずき 役[89]

### バラエティ・情報番組
- 輝け★アプリの星（2007年11月10日 - 2008年2月9日、仙台放送）
- G.I.ゴロー（2010年4月19日 - 5月3日、TBS）
- 日立 世界・ふしぎ発見!（2010年7月24日・2014年12月13日・2016年6月4日、TBS）
- なまうま（2012年1月7日 - 12月22日、フジテレビ） - 司会[90]
- みんなのKEIBA（2012年3月4日 - 12月23日、フジテレビ） - コーナー「みんなのKEIBA〜お佐江ちゃうぞ!〜」[91][注 4]
- うまズキッ!（2013年1月26日- 不定期出演、フジテレビ）
- 第80回日本ダービー記念番組 美女が集まるダービー予備校〜いつ覚えるの?今でしょ〜（2013年5月20日 - 24日、フジテレビ） - ダービー講座生徒[92]
- もっとダービー刑事〜史上最高の5日間〜（2014年5月26日 - 30日、フジテレビ） - 刑事[93]
- 趣味の園芸 やさいの時間（2014年10月5日 - 12月7日・2015年10月4日 - 12月6日、NHK Eテレ）[注 5]
- ハートネットTV ブレイクスルーFile.26 “一生懸命を楽しむ”-アイドル宮澤佐江（SNH48/SKE48）-（2015年4月6日、NHK Eテレ）
- トゥギャザー旅〜同行者なしには動けない!ガチンコ歩きレース編〜（2017年2月6日、テレビ東京）[94]

### ドキュメンタリー
- Bリーグ 元バスケ部美女トークドキュメンタリー（2016年9月18日 - 21日、フジテレビ）[95]
- 開局50周年記念特別番組「Roots TOKYO 1940-2020」（2021年2月5日、TSKさんいん中央テレビ / 2月6日、BSフジ） - MCアシスタント[96][97]

### CM
- バンダイ「オーナーズホース」(2012年）

### OVA
- 「まりもの花 〜最強武闘派小学生伝説〜」 - マサル 役[98]（「りぼんフェスタ2012」上映作品）

### 舞台
- AKB歌劇団「∞・Infinity」（2009年10月30日 - 11月8日、シアターGロッソ） - 主演・村雨ルカ 役[注 6]
- 30-DELUX 電撃チョモランマ隊MIX「スペースウォーズ」（2010年7月22日、東京グローブ座）[99]
- スーパーLIVEショー「ダブルヒロイン」（2011年9月22日・24日 - 26日、品川ステラボール） - 主演・水谷明日香 役[注 7][100]
- 地球ゴージャスプロデュース公演 Vol.13「クザリアーナの翼」（2014年1月8日 - 2月20日、赤坂ACTシアター / 2月26日 - 3月1日、愛知県芸術劇場 大ホール / 3月7日 - 12日、キャナルシティ劇場 / 3月18日 - 31日、梅田芸術劇場 メインホール） - コルリ 役[101]
- ミュージカル「AKB49〜恋愛禁止条例〜」（2014年9月11日 - 16日、AiiA Theater Tokyo） - 主演・浦川みのり / 浦山実 役[102][103]
- 地球ゴージャス「地球ゴージャス20th Anniversary GALA CONCERT」（2015年3月29日、舞浜アンフィシアター）
- ミュージカル「王家の紋章」（2016年8月5日 - 26日、帝国劇場） - キャロル・リード 役[注 8][104][105]
  - 再演（2017年4月8日 - 5月7日、帝国劇場 / 5月13日 - 31日、梅田芸術劇場 メインホール） - キャロル・リード 役
- ブロードウェイ・ミュージカル「ピーター・パン」（2017年7月24日 - 8月3日、東京国際フォーラム ホールC / 8月5日・6日、静岡市清水文化会館 大ホール / 8月12日・13日、梅田芸術劇場 メインホール） - タイガー・リリー 役[106]
- TOKYO TRIBE（2017年9月29日 - 10月8日、TSUTAYA O-EAST / 10月11日・12日、Zepp Nagoya / 10月21日・22日、松下IMPホール） - スンミ 役[107]
- ユーミン×帝劇 vol.3「朝陽の中で微笑んで」（2017年11月27日 - 12月20日、帝国劇場） - ヒロイン・北岡紗良（恵美） 役[108][109][110]
- 地球ゴージャスプロデュース公演 Vol.15 「ZEROTOPIA」（2018年4月9日 - 5月22日、赤坂ACTシアター / 5月29日 - 6月2日、刈谷市総合文化センター 大ホール / 6月9日・10日、新潟テルサ / 6月22日 - 24日、福岡サンパレス / 6月30日 - 7月1日、広島文化学園HBGホール / 7月6日 - 15日、フェスティバルホール ） - サンディー 役[注 9][111][112]
- ブロードウェイミュージカル「ピーター・パン」（2019年7月21日 - 28日、彩の国さいたま芸術劇場 大ホール / 8月2日 - 5日、カルッツかわさき / 8月13日 - 15日、御園座 / 8月18日、梅田芸術劇場 メインホール / 8月24日・25日、オーバード・ホール） - タイガー・リリー 役[113]
- 日経大シアター2019「福岡ラプソディ」（2019年12月24日、北九州芸術劇場 大ホール） - 新田桜子 役[114]
- ブロードウェイミュージカル「ウエスト・サイド・ストーリー」Season2（2020年2月1日 - 26日、IHIステージアラウンド東京） - アニータ 役[注 10][115]
- 朗読劇「#ある朝殺人犯になっていた」（2021年1月27日 - 2月7日、こくみん共済 coopホール／スペース・ゼロ） - 佐緒里 役 ほか[注 11][116][117]
- BROADWAY MUSICAL「きみはいい人、チャーリー・ブラウン」（2021年3月30日 - 4月11日、シアタークリエ / 4月15日 - 18日、サンケイホールブリーゼ / 4月20日、日本特殊陶業市民会館 ビレッジホール / 4月23日、長野市芸術館 メインホール） - ルーシー・ヴァン・ペルト 役[118]
- ブロードウェイミュージカル「ピーター・パン」（2021年7月22日 - 8月1日、めぐろパーシモンホール 大ホール / 8月7日・8日、相模女子大学グリーンホール / 8月14日・15日、梅田芸術劇場 メインホール / 8月21日・22日、仙台銀行ホール イズミティ21 大ホール / 8月28日・29日、御園座） - タイガー・リリー 役[119]
- 朗読劇で描くミステリー「アルセーヌ・ルパン～ああ、哀しき怪盗紳士～」（2021年10月24日、紀伊國屋ホール） - ミス・ネリー 役[120]
- 朗読劇 私の頭の中の消しゴム 13th Letter（2022年7月30日・31日、よみうり大手町ホール） - 薫 役[121]
- ミュージカル「キングアーサー」（2023年1月12日 - 2月5日、新国立劇場 中劇場 / 2月11日・12日、高崎芸術劇場 大劇場 / 2月24日 - 26日、兵庫県立芸術文化センター KOBELCO大ホール / 3月4日・5日、刈谷市総合文化センターアイリス 大ホール） - グィネヴィア 役[注 12][122][123]
- ミュージカル「She Loves Me」（2023年5月2日 - 30日、シアタークリエ / 6月3日・4日、東大阪市文化創造館 Dream House 大ホール / 6月8日 - 10日、御園座） - イローナ・リッター 役[124]
- ミュージカル「スクールオブロック」（2023年8月17日 - 9月18日、東京建物 Brillia HALL / 9月23日 - 10月1日、新歌舞伎座）- パティ・ディ・マルコ 役[注 13][125]
- よじれたギャラリー（2023年10月27日 - 10月29日、テアトルBONBON）[126]
- ミュージカル「モンパルナスの奇跡〜孤高の画家モディリアーニ〜」（2024年6月15日 - 23日、よみうり大手町ホール）- ジャンヌ・エビュテルヌ 役[127]
- 朗読劇「名前を呼んで、もう一度」（2024年11月21日、サンシャイン劇場）- 松本小春 役[128]
- ミュージカル「HERO」（2025年2月6日 - 3月2日、シアタークリエ）- スーザン・シュミッティ 役[129]
- マーダーミステリーシアター「殺意の代償」（2025年3月15日、品川プリンスホテル クラブeX）- 宮下かなこ 役[130]

### ラジオ
- サテライトボイス in お台場 ODAIBA RAINBOW STATION AKB48のオダイバファイティーン（2009年4月9日 - 2010年2月、SPACE DiVA）
- リッスン? 〜Live 4 Life〜（2010年6月度・11月度 - 不定期出演、文化放送） - 火曜・水曜パーソナリティ
- AKB48秋元才加・宮澤佐江のうっかりチャンネル（2010年10月7日 - 2011年9月29日、文化放送）
- AKB48の伝説は、年末に生まれる! スペシャル（2010年12月29日、TBSラジオ）
- ViVADiVA!（ファーストシーズン：2011年10月6日 - 2013年3月28日・不定期出演、文化放送）
- Golden Rule of Beauty（2025年4月4日 - 、Lucky FM）[131]

### ミュージック・ビデオ
- Korry「ドラマ」（2010年）
- Sonar Pocket「君と見る未来。」（2012年8月1日）

### 広報・イメージキャラクター
- パッとCOOL イメージキャラクター（2012年4月 - 、エスアールエー）[132]
- 難病ALS認知拡大キャンペーン「Share Music」 応援ミュージックムービー（2015年6月18日 - 、ルクレ・NHK「ソーシャル・グッド・プロジェクト」サイト内）[133]
- sfida イメージガール（2017年6月 - 2018年5月、イミオ）[134]

### インターネットテレビ
- RANKINGパラダイス（2009年3月11日 - 、ORICON.TV）
- SNHigh school48（2014年2月20日 - 2015年8月3日、テレ朝動画・騰訊 Tencent）[135]
- 投稿御礼！アメーバ大喜利演芸ホール（2014年6月30日 - 12月21日、Ameba Studio）
- さえのへや（2015年1月27日 - 6月29日、Ameba Studio）
- Tomorrow Sae's Studio（2015年7月19日 - 9月11日 、AmebaFRESH!Studio）
- 緊急特番 宮澤佐江本人が語るSNH48卒業公演 / 宮澤佐江 SNH48卒業公演 完全版（2016年4月19日、AbemaTV SPECIALPLUS）[136]
- みのもんたのよるバズ!（2016年4月23日 - 2017年3月18日、AbemaNews）
- ウルトラゲームスpresents エンドレス・マリオメーカー（2018年1月22日、AbemaTV・ウルトラゲームスチャンネル）[137]

### イベント
- 第3回沖縄国際映画祭（2011年3月23日、沖縄コンベンションセンターおよび周辺地区）[138][139]
- バイク王 Fun to Ride! Meeting 2011（2011年8月17日、ラゾーナ川崎プラザ）
- トビタテ!留学JAPAN ロゴ＆スローガン記者発表会（2013年10月29日、文部科学省）[140]
- KEY OF LIFE〜神曲たちの饗宴（2016年4月9日、名古屋市公会堂） - コンサートナビゲーター・スペシャルゲスト[141]
- KANSAI COLLECTION 2016 A/W（2016年9月18日、大阪ドーム）[142]
- 日テレ HALLOWEEN LIVE 2016（2016年10月30日、代々木第一体育館）[143][注 14]
- Act Against Anything VOL.1「THE VARIETY 27」（2020年12月1日、日本武道館）
- ホリNS水曜祭2020 ～歓声は拍手で!! Silent Night X'mas SP～（2020年12月16日、ヒューリックホール東京）
- LOVE SONG COVER the WORLD 2020（2021年1月10日、板橋区立文化会館 大ホール）
- ホリNS水曜祭2021 ～あわてんぼうのHori-Night～（2021年12月1日、シアターGロッソ）
- ウルトラヒーローズ EXPO 2022 サマーフェスティバル「ウルトラマンデッカー スペシャルナイト」（2022年8月25日、サンシャインシティ 文化会館）[144]
- Japan Musical Festival 2022 Winter Season（2022年12月27日、Bunkamura オーチャードホール）[145]
- ホリNS火曜祭2023（2023年2月7日、山野ホール）
- Live Enertainment Show ～You&I～（2024年5月3日 - 5日、SUBIR AKASAKA TOKYO / 10月5日 ‐ 6日、GRAND FESTA HAKATA）
- Live Enertainment Show ～You&I～ Vol.2（2025年5月3日 - 5日、SUBIR AKASAKA TOKYO）

### テレビ番組投稿
- さまぁ〜ずの神ギ問（フジテレビ、2017年1月15日） レギュラー回最初の疑問を投稿、内容は、「ものまね番組のオーディションで落とされる人のクオリティってどのくらいなの？」リンゴ9個で神ギ問に認定された。

### 玩具
- ウルトラマンデッカー ウルトラディーフラッシャー -MEMORIAL EDITION-（2023年7月）

## 書籍

### 著書
- これさえあれば（2017年4月8日、ぴあ）ISBN 978-4-8356-3820-1

### 写真集
- 彼女（2009年8月21日、講談社、撮影：唐木貴央）ISBN 978-4-06-215696-7
- 涙の行方（2015年2月16日、ワニブックス、撮影：桑島智輝）ISBN 978-4-8470-4688-9

### 電子書籍
- 宮澤佐江 スペシャル写真集「Vitamin Sae」（2010年3月、集英社 週プレnetDELUX）
- BOY MEETS girl（2011年4月、集英社 携帯週プレbook）
- GIRL MEETS BOY（2011年4月、集英社 携帯週プレbook）[146]

### 雑誌連載
- Samurai ELO 連載「AKB48 月刊 宮澤佐江」（2011年1月24日 - 2013年11月24日、インフォレスト）
- Cool Music→Cool当代歌坛 連載「〜SNH48宮澤佐江 上海留学日記〜」（2013年5月 - 2014年8月、上海大嘴广告传媒）

### 新聞連載
- サンケイスポーツ 競馬予想連載コラム「宮澤佐江のなまうまAKB」（2012年1月7日 - 12月22日、産経新聞社）
- 日刊ゲンダイ「『いつもNAVI』でグルメ散策は"さえ"てるね!」（2013年1月18日 - 2月15日、日刊現代）

### Web連載
- SNH48宮澤佐江「さえちゃんと学ぶ中国入門」-ミラクル☆チャイナ☆ドリーム-（2013年3月1日 - 2016年4月21日、ウレぴあ総研）
- 宮澤佐江「ミラチャイ」連載 (2016年7月8日 - 2018年7月27日、ウレぴあ総研)
- 宮澤佐江「ミラチャイ☆」連載 (2019年10月11日 - 2022年3月25日、ウレぴあ総研)

### 関連書籍
- ボウリング日本伝来150年記念誌「BOWLING STYLE 2011」（2011年11月2日、三栄書房）ISBN 978-4779613579

### カレンダー
- 宮澤佐江 2010年カレンダー（2009年10月28日、ハゴロモ）
- 宮澤佐江 2011年カレンダー（2010年9月30日、ハゴロモ）
- 宮澤佐江 2012年カレンダー（2011年11月19日、ハゴロモ）
- 宮澤佐江 2012 TOKYOデートカレンダー（2011年11月29日、ハゴロモ）
- 壁掛 AKB48-11 宮澤佐江 カレンダー2013年（2012年11月30日、ハゴロモ）
- 卓上 宮澤佐江 カレンダー2013年（2012年12月7日、ハゴロモ）
- （壁掛） 宮澤佐江 2015 SKE48 B2カレンダー（2014年12月18日、AKS）
- 宮澤佐江 2015 SKE48 卓上カレンダー（2014年12月18日、AKS）
- （卓上） 宮澤佐江 2016 SKE48 カレンダー（2015年12月31日、AKS）
- （壁掛） 宮澤佐江 2016 SKE48 B2カレンダー（2015年12月31日、AKS）
- SAE MIYAZAWA Calendar 2021-verRED/BLUE（2020年11月20日、ホリプロ）
- SAE MIYAZAWA CALENDAR 2022（2021年11月1日、ホリプロ）
- 2023 宮澤佐江カレンダー（2022年11月13日、ホリプロ）
- 宮澤佐江2024カレンダー（2023年10月16日、ホリプロ）
- 宮澤佐江2025年カレンダー（2024年9月22日、ホリプロ）